# Маріо Гомес
Маріо Гомес Гарсія (ісп. Mario Gómez García, нар. 10 липня 1985, Рідлінген, Німеччина) — німецький футболіст, нападник. 
Володар призу «футболіст року в Німеччині» 2007. Триразовий чемпіон Німеччини, чемпіон Туреччини, дворазовий володар Кубку Німеччини та володар Суперкубку Німеччини.
Переможець Ліги чемпіонів УЄФА 2012—13.
Найкращий бомбардир Чемпіонату Туреччини 2015-16, Кубку Італії 2014—15, Чемпіонату Європи 2012, Бундесліги 2010—11, Кубку Німеччини 2012—13.

## Клубна кар'єра
Народився 10 липня 1985 року в місті Рідлінген. У Гомеса німецько-іспанське коріння: його батько іспанець, родом з Гранади, а мати — німкеня.
Вихованець юнацьких команд футбольних клубів «Штутгарт» і «Ульм 1848».
У дорослому футболі дебютував 2003 року виступами за команду клубу «Штутгарт» II, в якій провів два сезони, взявши участь у 43 матчах чемпіонату. 
Своєю грою за цю команду привернув увагу представників тренерського штабу клубу «Штутгарт», до складу якого приєднався 2004 року. Відіграв за штутгартський клуб наступні п'ять сезонів своєї ігрової кар'єри. Більшість часу, проведеного у складі «Штутгарта», був основним гравцем атакувальної ланки команди. У складі «Штутгарта» був одним з головних бомбардирів команди, маючи середню результативність на рівні 0,52 гола за гру першості. За цей час виборов титул чемпіона Німеччини.
26 травня 2009 «Баварія» заплатила за нього рекордну для Бундесліги суму — за різними джерелами від 30 до 35 мільйонів євро. У складі мюнхенців провів наступні чотири роки своєї кар'єри гравця.  Граючи у складі мюнхенської «Баварії» також здебільшого виходив на поле в основному складі команди. В новому клубі був серед найкращих голеодорів, відзначаючись забитим голом в середньому щонайменше у кожній третій грі чемпіонату. За цей час додав до переліку своїх трофеїв ще два титули чемпіона Німеччини, ставав володарем Кубка Німеччини, володарем Суперкубка Німеччини та переміг у Лізі чемпіонів УЄФА 2012-13.
Згодом з 2013 по 2017 рік грав у складі команд клубів «Фіорентина», «Бешикташ» та «Вольфсбург».
До складу клубу «Штутгарт» приєднався 2018 року. Після повернення до штутгартської команди забив 23 голів у 72 матчах Бундесліги.

## Виступи за збірні
2000 року дебютував у складі юнацької збірної Німеччини, взяв участь у 48 іграх на юнацькому рівні, відзначившись 19 забитими голами.
Протягом 2004–2006 років залучався до складу молодіжної збірної Німеччини. На молодіжному рівні зіграв у 6 офіційних матчах, забив 1 гол.
| Роки      | Команда          | Ігри | Голи |
| --------- | ---------------- | ---- | ---- |
| 2000–2001 | Німеччина (U-15) | 3    | 1    |
| 2001–2002 | Німеччина (U-17) | 14   | 5    |
| 2002–2003 | Німеччина (U-18) | 4    | 0    |
| 2003–2004 | Німеччина (U-19) | 19   | 11   |
| 2004–2006 | Німеччина (U-20) | 8    | 2    |
| 2005      | Німеччина (U-21) | 6    | 1    |

2007 року дебютував в офіційних матчах у складі національної збірної Німеччини.
У складі збірної був учасником чемпіонату Європи 2008 року в Австрії та Швейцарії, де разом з командою здобув «срібло», чемпіонату світу 2010 року у ПАР, на якому команда здобула бронзові нагороди, чемпіонату Європи 2012 року в Україні та Польщі, на якому команда дійшла до півфіналу, а Маріо став найкращим бомбардиром, чемпіонату Європи 2016 року у Франції, на якому команда дійшла до півфіналу, чемпіонату світу 2018 у Росії.
Вважається одним з найкращих нападників Німеччини. Володіє прекрасною технікою і часто забиває красиві м'ячі, але в збірній йому не щастить. Його промахи дуже відомі уболівальникам збірної Німеччини, особливо вирішальний промах під час матчу зі збірної Фінляндії: Гомес не зміг відправити м'яч з метра в порожні ворота. Матч закінчився з рахунком 3-3, а Німеччину врятував Мірослав Клозе, який зробив хет-трик.

## Досягнення
Збірна Німеччини
- Бронзовий призер чемпіонату світу (1): 2010
- Срібний призер чемпіонату Європи (1): 2008
- Найкращий бомбардир чемпіонату Європи (1): 2012 (3 голи, разом з Маріо Балотеллі, Кріштіану Роналду, Аланом Дзагоєвим, Маріо Манджукичем, Фернандо Торресом)

«Штутгарт»
- Чемпіон Німеччини (1): 2007
- Найкращий бомбардир кубка Німеччини (1): 2008 (6 голів)

«Баварія»
- Переможець Ліги чемпіонів УЄФА (1): 2013
- Чемпіон Німеччини (2): 2010, 2013
- Володар кубка Німеччини (2): 2010, 2013
- Володар Суперкубка Німеччини (2): 2010, 2012
- Найкращий бомбардир чемпіонату Німеччини (1): 2011 (28 голів)
- Найкращий бомбардир кубка Німеччини (1): 2013 (6 голів)

«Фіорентіна»
- Найкращий бомбардир кубка Італії (1): 2015 (4 голи)

«Бешикташ»
- Чемпіон Туреччини (1): 2016
- Найкращий бомбардир чемпіонату Туреччини (1): 2016 (26 голів)

## Статистика

### Статистика клубних виступів
| Сезон                        | Команда                      | Чемпіонат                    | Чемпіонат | Чемпіонат | Національний кубок | Національний кубок | Національний кубок | Єврокубки | Єврокубки | Єврокубки | Усього | Усього |
| Сезон                        | Команда                      | Т                            | І         | Г         | Т                  | І                  | Г                  | Т         | І         | Г         | І      | Г      |
| ---------------------------- | ---------------------------- | ---------------------------- | --------- | --------- | ------------------ | ------------------ | ------------------ | --------- | --------- | --------- | ------ | ------ |
| 2003–04                      | «Штутгарт II»                | РЛ                           | 19        | 6         | -                  | -                  | -                  | -         | -         | -         | 19     | 6      |
| 2004–05                      | «Штутгарт II»                | РЛ                           | 24        | 15        | -                  | -                  | -                  | -         | -         | -         | 24     | 15     |
| Усього за «Штутгарт II»      | Усього за «Штутгарт II»      | Усього за «Штутгарт II»      | 43        | 21        |                    | -                  | -                  |           | -         | -         | 43     | 21     |
| 2003–04                      | «Штутгарт»                   | БЛ                           | 1         | -         |                    | -                  | -                  | ЛЧ        | 1         | -         | 2      | -      |
| 2004–05                      | «Штутгарт»                   | БЛ                           | 8         | -         | КН                 | 1                  | -                  | КУЄФА     | 1         | -         | 10     | -      |
| 2005–06                      | «Штутгарт»                   | БЛ                           | 30        | 6         | КЛН                | 3                  | -                  | КУЄФА     | 5         | 2         | 38     | 8      |
| 2006–07                      | «Штутгарт»                   | БЛ                           | 25        | 14        | КН                 | 5                  | 2                  | -         | -         | -         | 30     | 16     |
| 2007–08                      | «Штутгарт»                   | БЛ                           | 25        | 19        | КН                 | 3                  | 6                  | ЛЧ        | 4         | 3         | 32     | 28     |
| 2008–09                      | «Штутгарт»                   | БЛ                           | 32        | 24        | КН                 | 2                  | 3                  | ЛЧ        | 10        | 8         | 44     | 35     |
| 2009–10                      | «Баварія» (Мюнхен)           | БЛ                           | 29        | 10        | КН                 | 4                  | 3                  | ЛЧ        | 12        | 1         | 45     | 14     |
| 2010–11                      | «Баварія» (Мюнхен)           | БЛ                           | 32        | 28        | КН                 | 5                  | 3                  | ЛЧ        | 8         | 8         | 45     | 39     |
| 2011–12                      | «Баварія» (Мюнхен)           | БЛ                           | 33        | 26        | КН                 | 5                  | 2                  | ЛЧ        | 14        | 13        | 52     | 41     |
| 2012–13                      | «Баварія» (Мюнхен)           | БЛ                           | 21        | 11        | КН                 | 4                  | 6                  | ЛЧ        | 7         | 2         | 32     | 19     |
| Усього за «Баварію» (Мюнхен) | Усього за «Баварію» (Мюнхен) | Усього за «Баварію» (Мюнхен) | 115       | 75        |                    | 18                 | 14                 |           | 41        | 24        | 174    | 113    |
| 2013–14                      | «Фіорентіна»                 | СA                           | 9         | 3         | -                  | -                  | -                  | ЛЄ        | 6         | 1         | 15     | 4      |
| 2014–15                      | «Фіорентіна»                 | СA                           | 20        | 4         | КІ                 | 4                  | 4                  | ЛЄ        | 8         | 2         | 32     | 10     |
| Усього за «Фіорентіну»       | Усього за «Фіорентіну»       | Усього за «Фіорентіну»       | 29        | 7         |                    | 4                  | 4                  |           | 14        | 3         | 47     | 14     |
| 2015–16                      | «Бешикташ»                   | СЛ                           | 33        | 26        | KT                 | 3                  | -                  | ЛЄ        | 5         | 2         | 41     | 28     |
| Усього за «Бешикташ»         | Усього за «Бешикташ»         | Усього за «Бешикташ»         | 33        | 26        |                    | 3                  | -                  |           | 5         | 2         | 41     | 28     |
| 2016–17                      | «Вольфсбург»                 | БЛ                           | 33+2      | 16+1      | КН                 | 2                  | 1                  | -         | -         | -         | 37     | 18     |
| 2017–18                      | «Вольфсбург»                 | БЛ                           | 12        | 1         | КН                 | 3                  | -                  | -         | -         | -         | 15     | 1      |
| Усього за «Вольфсбург»       | Усього за «Вольфсбург»       | Усього за «Вольфсбург»       | 47        | 18        |                    | 5                  | 1                  |           | -         | -         | 52     | 19     |
| 2017–2018                    | «Штутгарт»                   | БЛ                           | 16        | 8         | -                  | -                  | -                  | -         | -         | -         | 16     | 8      |
| 2018–2019                    | «Штутгарт»                   | БЛ                           | 31+2      | 7+1       | КН                 | 1                  | -                  | -         | -         | -         | 33     | 8      |
| 2019–2020                    | «Штутгарт»                   | 2Б                           | 23        | 7         | КН                 | 1                  | -                  | -         | -         | -         | 24     | 7      |
| Усього за «Штутгарт»         | Усього за «Штутгарт»         | Усього за «Штутгарт»         | 193       | 86        |                    | 16                 | 11                 |           | 21        | 13        | 230    | 110    |
| Усього за кар'єру            | Усього за кар'єру            | Усього за кар'єру            | 460       | 233       |                    | 46                 | 30                 |           | 81        | 42        | 598    | 319    |

### Статистика виступів за збірну
| Дата       | Місто                  | Господарі         | Результат | Гості                | Турнір                         | Голи | Примітки |
| ---------- | ---------------------- | ----------------- | --------- | -------------------- | ------------------------------ | ---- | -------- |
| 7-2-2007   | Дюссельдорф            | Німеччина         | 3 – 1     | Швейцарія            | товариський матч               | 1    | 58'      |
| 2-6-2007   | Нюрнберг               | Німеччина         | 6 – 0     | Сан-Марино           | Відбір до ЧЄ 2008              | 2    | 59'      |
| 6-6-2007   | Гамбург                | Німеччина         | 2 – 1     | Словаччина           | Відбір до ЧЄ 2008              | -    | 65'      |
| 13-10-2007 | Дублін                 | Ірландія          | 0 – 0     | Німеччина            | Відбір до ЧЄ 2008              | -    | 64'      |
| 17-10-2007 | Мюнхен                 | Німеччина         | 0 – 3     | Чехія                | Відбір до ЧЄ 2008              | -    | 65'      |
| 17-11-2007 | Ганновер               | Німеччина         | 4 – 0     | Кіпр                 | Відбір до ЧЄ 2008              | -    | 73'      |
| 21-11-2007 | Франкфурт-на-Майні     | Німеччина         | 0 – 0     | Уельс                | Відбір до ЧЄ 2008              | -    | 70'      |
| 6-2-2008   | Відень                 | Австрія           | 0 – 3     | Німеччина            | товариський матч               | 1    | 58'      |
| 26-3-2008  | Базель                 | Швейцарія         | 0 – 4     | Німеччина            | товариський матч               | 2    | 75'      |
| 31-5-2008  | Гельзенкірхен          | Німеччина         | 2 – 1     | Сербія               | товариський матч               | -    |          |
| 8-6-2008   | Клагенфурт-ам-Вертерзе | Німеччина         | 2 – 0     | Польща               | ЧЄ 2008 - 1-й етап             | -    | 75'      |
| 12-6-2008  | Клагенфурт-ам-Вертерзе | Хорватія          | 2 – 1     | Німеччина            | ЧЄ 2008 - 1-й етап             | -    | 66'      |
| 16-6-2008  | Відень                 | Австрія           | 0 – 1     | Німеччина            | ЧЄ 2008 - 1-й етап             | -    | 60'      |
| 29-6-2008  | Відень                 | Німеччина         | 0 – 1     | Іспанія              | ЧЄ 2008 - Фінал                | -    | 78'      |
| 20-8-2008  | Нюрнберг               | Німеччина         | 2 – 0     | Бельгія              | товариський матч               | -    | 46'      |
| 6-9-2008   | Вадуц                  | Ліхтенштейн       | 0 – 6     | Німеччина            | Відбір до ЧС 2010              | -    | 64'      |
| 10-9-2008  | Гельсінкі              | Фінляндія         | 3 – 3     | Німеччина            | Відбір до ЧС 2010              | -    | 68'      |
| 11-10-2008 | Дортмунд               | Німеччина         | 2 – 1     | Росія                | Відбір до ЧС 2010              | -    | 71'      |
| 15-10-2008 | Менхенгладбах          | Німеччина         | 1 – 0     | Уельс                | Відбір до ЧС 2010              | -    | 82'      |
| 19-11-2008 | Берлін                 | Німеччина         | 1 – 2     | Англія               | товариський матч               | -    | 57'      |
| 11-2-2009  | Дюссельдорф            | Німеччина         | 0 – 1     | Норвегія             | товариський матч               | -    | 68'      |
| 28-3-2009  | Лейпциг                | Німеччина         | 4 – 0     | Ліхтенштейн          | Відбір до ЧС 2010              | -    |          |
| 1-4-2009   | Кардіфф                | Уельс             | 0 – 2     | Німеччина            | Відбір до ЧС 2010              | -    |          |
| 29-5-2009  | Шанхай                 | КНР               | 1 – 1     | Німеччина            | товариський матч               | -    | 64'      |
| 2-6-2009   | Дубай                  | ОАЕ               | 2 – 7     | Німеччина            | товариський матч               | 4    |          |
| 12-8-2009  | Баку                   | Азербайджан       | 0 – 2     | Німеччина            | Відбір до ЧС 2010              | -    | 83'      |
| 5-9-2009   | Леверкузен             | Німеччина         | 2 – 0     | ПАР                  | товариський матч               | 1    | 46'      |
| 9-9-2009   | Ганновер               | Німеччина         | 4 – 0     | Азербайджан          | Відбір до ЧС 2010              | -    | 46'      |
| 10-10-2009 | Москва                 | Росія             | 0 – 1     | Німеччина            | Відбір до ЧС 2010              | -    | 89'      |
| 14-10-2009 | Гамбург                | Німеччина         | 1 – 1     | Фінляндія            | Відбір до ЧС 2010              | -    | 77'      |
| 18-11-2009 | Гельзенкірхен          | Німеччина         | 2 – 2     | Кот-д'Івуар          | товариський матч               | -    | 70'      |
| 3-3-2010   | Мюнхен                 | Німеччина         | 0 – 1     | Аргентина            | товариський матч               | -    | 46'      |
| 29-5-2010  | Будапешт               | Угорщина          | 0 – 3     | Німеччина            | товариський матч               | 1    | 61'      |
| 3-6-2010   | Франкфурт-на-Майні     | Німеччина         | 3 – 1     | Боснія і Герцеговина | товариський матч               | -    | 80'      |
| 13-6-2010  | Дурбан                 | Німеччина         | 4 – 0     | Австралія            | ЧС 2010                        | -    | 74'      |
| 18-6-2010  | Гебеха                 | Німеччина         | 0 – 1     | Сербія               | ЧС 2010                        | -    | 77'      |
| 27-6-2010  | Блумфонтейн            | Німеччина         | 4 – 1     | Англія               | ЧС 2010 - 1/8 фіналу di finale | -    | 72'      |
| 7-7-2010   | Дурбан                 | Німеччина         | 0 – 1     | Іспанія              | ЧС 2010 - півфінал             | -    | 81'      |
| 11-8-2010  | Копенгаген             | Данія             | 2 – 2     | Німеччина            | товариський матч               | 1    |          |
| 12-10-2010 | Нур-Султан             | Казахстан         | 0 – 3     | Німеччина            | Відбір до ЧЄ 2012              | 1    | 55'      |
| 29-3-2011  | Менхенгладбах          | Німеччина         | 1 – 2     | Австралія            | товариський матч               | 1    | 73'      |
| 29-5-2011  | Зінсгайм               | Німеччина         | 2 – 1     | Уругвай              | товариський матч               | 1    |          |
| 3-6-2011   | Відень                 | Австрія           | 1 – 2     | Німеччина            | Відбір до ЧЄ 2012              | 2    | 90+1'    |
| 7-6-2011   | Баку                   | Азербайджан       | 1 – 3     | Німеччина            | Відбір до ЧЄ 2012              | 1    |          |
| 10-8-2011  | Штутгарт               | Німеччина         | 3 – 2     | Бразилія             | товариський матч               | -    | 46'      |
| 7-10-2011  | Стамбул                | Туреччина         | 1 – 3     | Німеччина            | Відбір до ЧЄ 2012              | 1    |          |
| 11-10-2011 | Дюссельдорф            | Німеччина         | 3 – 1     | Бельгія              | Відбір до ЧЄ 2012              | 1    | 76'      |
| 11-11-2011 | Київ                   | Україна           | 3 – 3     | Німеччина            | товариський матч               | -    | 83'      |
| 29-2-2012  | Бремен                 | Німеччина         | 1 – 2     | Франція              | товариський матч               | -    | 47'      |
| 31-5-2012  | Лейпциг                | Німеччина         | 2 – 0     | Ізраїль              | товариський матч               | 1    | 67'      |
| 9-6-2012   | Львів                  | Німеччина         | 1 – 0     | Португалія           | ЧЄ 2012 - 1-й етап             | 1    | 80'      |
| 13-6-2012  | Харків                 | Нідерланди        | 1 – 2     | Німеччина            | ЧЄ 2012                        | 2    | 72'      |
| 17-6-2012  | Львів                  | Данія             | 1 – 2     | Німеччина            | ЧЄ 2012                        | -    | 74'      |
| 22-6-2012  | Гданськ                | Німеччина         | 4 – 2     | Греція               | ЧЄ 2012 - чвертьфінал          | -    | 80'      |
| 28-6-2012  | Варшава                | Німеччина         | 1 – 2     | Італія               | ЧЄ 2012 - півфінал             | -    | 46'      |
| 6-2-2013   | Сен-Дені               | Франція           | 1 – 2     | Німеччина            | товариський матч               | -    | 57'      |
| 14-8-2013  | Кайзерслаутерн         | Німеччина         | 3 – 3     | Парагвай             | товариський матч               | -    | 54'      |
| 3-9-2014   | Дюссельдорф            | Німеччина         | 2 – 4     | Аргентина            | товариський матч               | -    | 57'      |
| 13-11-2015 | Париж                  | Франція           | 2 – 0     | Німеччина            | товариський матч               | -    |          |
| 26-3-2016  | Берлін                 | Німеччина         | 2 – 3     | Англія               | товариський матч               | 1    | 79'      |
| 29-5-2016  | Аугсбург               | Німеччина         | 1 – 3     | Словаччина           | товариський матч               | 1    | 46'      |
| 4-6-2016   | Гельзенкірхен          | Німеччина         | 2 – 0     | Угорщина             | товариський матч               | -    | 46'      |
| 16-6-2016  | Сен-Дені               | Німеччина         | 0 – 0     | Польща               | ЧЄ 2016 - 1-й етап             | -    | 71'      |
| 21-6-2016  | Париж                  | Північна Ірландія | 0 – 1     | Німеччина            | ЧЄ 2016 - 1-й етап             | 1    |          |
| 26-6-2016  | Лілль                  | Німеччина         | 3 – 0     | Словаччина           | ЧЄ 2016 - 1/8 фіналу di finale | 1    |          |
| 30-6-2016  | Бордо                  | Німеччина         | 1 – 1     | Італія               | ЧЄ 2016 - чвертьфінал          | -    | 72'      |
| 11-11-2016 | Серравалле             | Сан-Марино        | 0 – 8     | Німеччина            | Відбір до ЧС 2018              | -    | 71'      |
| 26-3-2017  | Баку                   | Азербайджан       | 1 – 4     | Німеччина            | Відбір до ЧС 2018              | 1    | 61'      |
| 4-9-2017   | Штутгарт               | Німеччина         | 6 – 0     | Норвегія             | Відбір до ЧС 2018              | 1    | 66'      |
| 23-3-2018  | Дюссельдорф            | Німеччина         | 1 – 1     | Іспанія              | товариський матч               | -    | 84'      |
| 27-3-2018  | Берлін                 | Німеччина         | 0 – 1     | Бразилія             | товариський матч               | -    | 62'      |
| 2-6-2018   | Клагенфурт-ам-Вертерзе | Австрія           | 2 – 1     | Німеччина            | товариський матч               | -    | 76'      |
| 8-6-2018   | Леверкузен             | Німеччина         | 2 – 1     | Саудівська Аравія    | товариський матч               | -    | 63'      |
| 17-6-2018  | Москва                 | Німеччина         | 0 – 1     | Мексика              | ЧС 2018                        | -    | 79'      |
| 23-6-2018  | Москва                 | Німеччина         | 2 – 1     | Швеція               | ЧС 2018                        | -    | 46'      |
| 27-6-2018  | Казань                 | Південна Корея    | 2 – 0     | Німеччина            | ЧС 2018                        | -    | 58'      |
| Усього     |                        | Матчів            | 78        |                      | Голів                          | 31   |          |